# Nescicroa
Nescicroa är ett släkte av insekter. Nescicroa ingår i familjen Diapheromeridae.

## Dottertaxa tillNescicroa, i alfabetisk ordning[1]
- Nescicroa acutegranulosa
- Nescicroa albilateralis
- Nescicroa angustata
- Nescicroa aspersa
- Nescicroa bimaculata
- Nescicroa compacta
- Nescicroa contracta
- Nescicroa dilutevenosa
- Nescicroa excelsa
- Nescicroa frondosa
- Nescicroa frontalis
- Nescicroa graminea
- Nescicroa heinrichi
- Nescicroa janus
- Nescicroa macra
- Nescicroa marmorata
- Nescicroa nigra
- Nescicroa nigrofasciata
- Nescicroa obliterata
- Nescicroa papuana
- Nescicroa poeciloptera
- Nescicroa puella
- Nescicroa redempta
- Nescicroa reductipennis
- Nescicroa resignata
- Nescicroa rivalis
- Nescicroa sanguinata
- Nescicroa smaragdula
- Nescicroa sollicita
- Nescicroa sublineata
- Nescicroa tenella
- Nescicroa tereticollis
- Nescicroa terminalis
- Nescicroa tumescens
- Nescicroa viridilineata